# معاداة السامية العرقية
تعد معاداة السامية عنصرية ضد اليهود بناءً على اعتقاد أو تأكيد على أن اليهود يشكلون مجموعة عرقية أو إثنية مميزة لها سمات أو خصائص متأصلة تكون في بعض الأحيان بغيضة أو بطبيعتها أدنى أو تختلف عن غيرها من سمات المجتمع. يمكن التعبير عن الكراهية في صورة قوالب أو رسوم كاريكاتورية. قد تقدم معاداة السامية العنصرية اليهود، كمجموعة، كتهديد بطريقة أو بأخرى لقيم المجتمع أو سلامته. يمكن اعتبار معاداة السامية العنصرية أسوأ من معاداة السامية الدينية لأن التحويل إلى معاداة السامية الدينية كان خيارًا وعندما تم «تحويل» اليهودي. مع معاداة السامية العنصري، لم يستطع اليهودي التخلص من يهوديته.
الفرضية من معاداة السامية العنصرية هي أن اليهود هم مجموعة عرقية أو إثنية متميزة، مقارنةً بمعاداة السامية الدينية، التي تحيز ضد اليهود واليهودية على أساس دينهم. وفقًا لـ William Nichols، يمكن تمييز معاداة السامية الدينية عن معاداة السامية الحديثة القائمة على أسس عرقية أو عرقية. «كان الخط الفاصل هو إمكانية التحويل الفعال... لم يعد اليهودي يهوديًا عند المعمودية.» ومع ذلك، مع معاداة السامية العنصرية، «الآن كان اليهودي المستوعب لا يزال يهوديًا، حتى بعد المعمد. . . . من عصر التنوير فصاعدًا، لم يعد من الممكن رسم خطوط واضحة للتمييز بين الأشكال الدينية والعرقية للعداء تجاه اليهود. . . بمجرد تحرر اليهود وظهور التفكير العلماني، دون ترك العداء المسيحي القديم تجاه اليهود، يصبح المصطلح الجديد معاداة السامية أمرًا لا مفر منه تقريبًا، حتى قبل ظهور مذاهب عنصرية بشكل صريح.» 
في سياق الثورة الصناعية، بعد تحرير اليهود والهاسكالا (التنوير اليهودي)، تحضر العديد من اليهود بسرعة وشهدوا فترة من الحراك الاجتماعي الأكبر. مع تناقص دور الدين في الحياة العامة والتهدئة المتزامنة لمعاداة السامية الدينية، ومزيج من القومية المتنامية، وصعود تحسين النسل، والاستياء من النجاح الاجتماعي والاقتصادي لليهود، وتدفق يهود أشكنازي من أوروبا الشرقية، { إلى أين؟} سرعان ما أدت إلى معاداة السامية الأحدث والأكثر ضراوة في كثير من الأحيان.  

كانت العنصرية العلمية، وهي الإيديولوجية التي لعب فيها علم الوراثة دورًا في سلوك المجموعة وخصائصها، محترمة للغاية ومقبولة كحقيقة بين 1870 و1940. لم يكن اللا ساميون هم فقط الذين آمنوا بعلوم العرق ولكن اليهود المتعلمين تعليمًا عاليًا، من بين آخرين، أيضًا. هذا القبول لعلم العرق جعل من الممكن لمعاداة السامية أن يلبسوا كراهيتهم لليهود في النظرية العلمية.
تم توسيع منطق معاداة السامية العنصرية في ألمانيا النازية، حيث تم تحويل الأفكار المعادية للسامية إلى قوانين، والتي نظرت في «دم» أو عرق الناس، بدلاً من انتماءاتهم الدينية الحالية، وسيتم تحديد مصيرهم اللاحق على هذا الأساس. عند إضافتها إلى وجهات نظرها حول الصفات العرقية اليهودية التي ابتكرها العلم الزائف النازي، أدى منطق معاداة السامية العنصرية إلى المحرقة كوسيلة للقضاء على «الصفات اليهودية» المستمدة من العالم.

## مفهوم «العرق السامي»

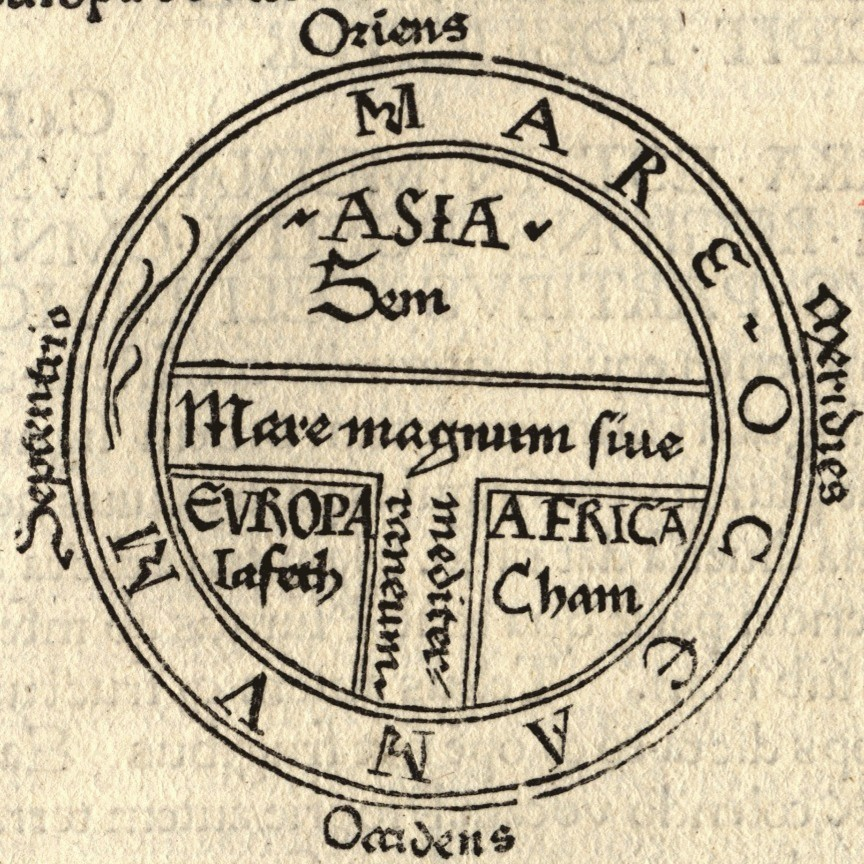
خريطة T و O منمنمة تصور آسيا كموطن لأحفاد سام. تنسب أفريقيا إلى هام وأوروبا إلى يافث

في أوروبا في العصور الوسطى، كان يُعتقد أن جميع الشعوب الآسيوية هم من نسل سام. بحلول القرن التاسع عشر، كان مصطلح السامية يقتصر على المجموعات العرقية التي تحدثت تاريخيًا لغات سامية أو لها أصول في الهلال الخصيب، كما فعل اليهود في أوروبا. غالبًا ما كان يُنظر إلى هؤلاء الأشخاص على أنهم عرق مميز. ومع ذلك، جادل بعض المنظرين العنصريين المعادين للسامية في ذلك الوقت بأن الشعوب السامية نشأت من عدم وضوح الفروق بين الأجناس المنفصلة سابقًا. تمت الإشارة إلى هذه العملية المفترضة بالسامية من قبل منظّر السباق آرثر دي جوبينو.
لم يعتبر جوبينو نفسه أن السامية (أحفاد سام) أقل عرقًا. لقد قسم الناس إلى ثلاثة أجناس: أبيض، أسود، وأصفر. جاء الساميون، مثل الآريين (والحاميين) من آسيا وكانوا من البيض. بمرور الوقت، اختلطت كل مجموعة مع الدم الأسود. يدعون ان الآريين أو الجنس الاري بقي نقي لفترة أطول وأنه لم يكن لديه تمازج الأجناس حتى العصر الأكثر حداثة. كان هذا الخلط بين الأجناس هو الذي أدى إلى سقوط الإنسان. هذه الفكرة من «الارتباك» العرقي تبناها الفكر النازي الفريد روزنبرغ. تم استخدامه من قبل النازيين لإدامة فكرة أن اليهود كانوا سيدمرون ألمانيا.